# Pseudanthias hutomoi
Pseudanthias hutomoi är en fiskart som först beskrevs av Allen och Burhanuddin, 1976.  Pseudanthias hutomoi ingår i släktet Pseudanthias och familjen havsabborrfiskar. Inga underarter finns listade i Catalogue of Life.